# Sociedad de vida apostólica

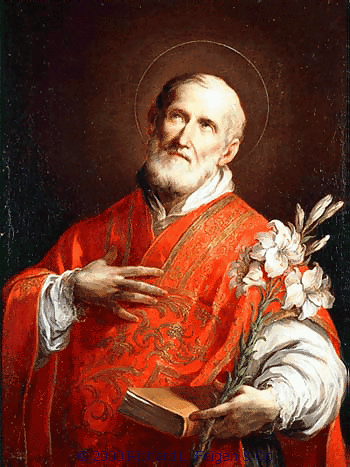
San Felipe Neri (1515-1595), fundador del Oratorio romano en 1575, la primera sociedad de vida apostólica de la Iglesia católica. Por esta razón es considerado el padre de este tipo de sociedades.

Una sociedad de vida apostólica es una comunidad perteneciente a la Iglesia católica que puede estar compuesta por fieles laicos o clérigos que buscan, sin hacer votos religiosos, llevar a cabo un apostolado propio y vivir en comunidad. Junto con los Institutos de Vida Consagrada (institutos religiosos e institutos seculares), el Orden de las vírgenes, la vida eremítica y las nuevas formas de consagración, constituye el estado de vida consagrada de la Iglesia católica.  Las Sociedades de Vida Apostólica conservan un carácter secular, y tienen como principal finalidad el apostolado. Son supervisadas por la Curia Romana a través de la Congregación para los Institutos de Vida Consagrada y las Sociedades de Vida Apostólica.

## Definición

### Etimología
Existen dos significados del término societas, en latín, "sociedad", en español, dentro del campo de la vida consagrada en la Iglesia católica. El primero de ellos es entendido como sinónimo, aunque no en sentido específico, de "comunidad", "grupo", "fraternidad", "asociación". El segundo, pretende una cierta separación de los antiguos conceptos de "orden" o "congregación", especialmente a partir del siglo ⅩⅥ con el nacimiento de nuevas organizaciones católicas, que aun siendo religiosos, querían mostrar una originalidad frente a las antiguas órdenes religiosas; tal es el caso de los Jesuitas, cuyo nombre oficial en latín es Societas Iesus.
A partir de la segunda mitad del siglo ⅩⅥ, aunque no exclusivamente, fueron llamadas "sociedades", especialmente aquellos grupos de hombres, clérigos o laicos, y mujeres, que no emitían votos pero que vivían en comunidad. Será el Código de Derecho Canónico de 1917, que establezca su situación jurídica con ese nombre, y el de 1983 quien les de su nombre actual.

### Definición canónica
El Catecismo de la Iglesia Católica y el Código de Derecho Canónico definen a las sociedades de vida apostólica como una forma de vida equiparada a la vida consagrada, donde sus miembros sin votos religiosos, ejercen un apostolado propio de la sociedad y viven en común. De esa manera, los miembros de dichas sociedades, según el propio modo de vida, aspiran a la perfección de la caridad por la observancia de las constituciones.
A pesar de que la característica primordial de las sociedades de vida apostólica es la ausencia de votos religiosos, existen sociedades cuyos miembros abrazan los consejos evangélicos mediante un vínculo determinado por las constituciones propias de cada sociedad.

## Historia

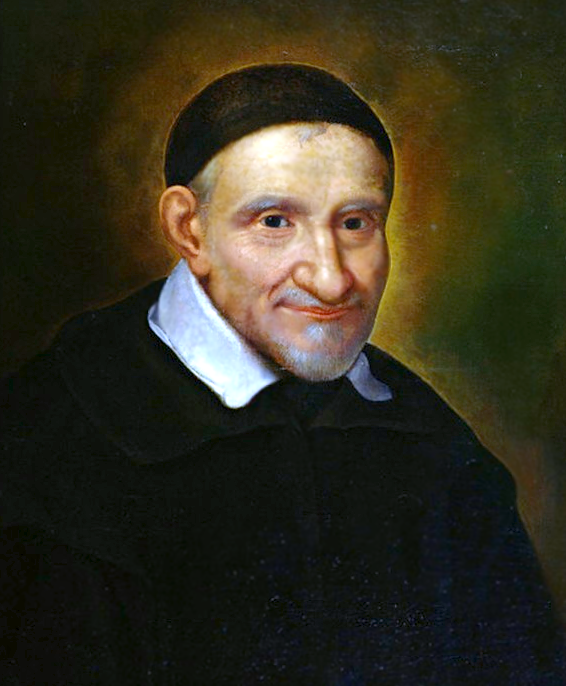
San Vicente de Paúl (1581-1660) fue el fundador de la primera Sociedad de vida apostólica femenina, las Hijas de la Caridad.

Luego del Concilio de Trento (1545-1563), se llevaron a cabo numerosas reformas en las antiguas órdenes religiosas y propició el nacimiento de otras formas de vida consagrada como las Congregaciones religiosas de votos simples, aun así sus miembros se consideraron religiosos, porque estaban sujetos a la profesión de sus votos. Surgen también grupos de hombres y mujeres que deseaban vivir en comunidad y tener un apostolado propio, formar una especie de sociedad, pero sin votos religiosos. La primera de ellas fue el Oratorio Romano fundado por san Felipe Neri en 1575.
Estas sociedades nacen como fruto de la reforma católica, que permitió un estilo de vida que antes de Trento era impensable, puesto que o se era religioso o se era seglar, pero no se podía vivir una especie de punto intermedio. Solo cuarenta años después de la fundación de Felipe Neri, nació otra sociedad similar a la suya, el Oratorio Francés de Pedro de Bérulle. Desde entonces, Francia fue la cuna de la mayor parte de sociedades de este tipo. Entre ellas, la primera sociedad de mujeres sin votos dedicadas al apostolado, aprobada por la Iglesia católica: las Hijas de la Caridad, fundadas por san Vicente de Paúl en 1633.
El Código de Derecho Canónico de 1917 les llamaba Sociedades de varones o de mujeres que viven en común sin votos lo cual pasó a ser su definición en el Código de 1983, cambiando el nombre por el actual. Antes de esta aclaración, el destino de estas sociedades parecía incierto, a causa de la progresiva similitud que fueron presentando con los Institutos de vida consagrada. Si bien es cierto, que desde sus orígenes, los consejos evangélicos, quedaban excluidos de las sociedades, con el pasar del tiempo, algunas sociedades de vida apostólica aceptaron para sus miembros la profesión de los mismos mediante un vínculo determinado por las propias constituciones, aunque si no se trataban de votos públicos. Sin embargo, con la profesión de los consejos evangélicos, estas sociedades apenas se diferenciaban de los institutos de vida consagrada. Por esta razón se les quiso llamar Institutos de vida consagrada sin votos públicos, pero esta definición no hacía justicia al fin específico con el que fueron fundadas. Antes del Código de 1983, en mayo de 1980, quedó definido que las sociedades de vida apostólica no son institutos de vida consagrada, aunque si en algunas de ellas se abrazan los consejos evangélicos.
En el Anuario Pontificio de 2011 se recogen una 33 sociedades de vida apostólica masculinas y unas 13 femeninas, de aprobación pontificia.

## Organización

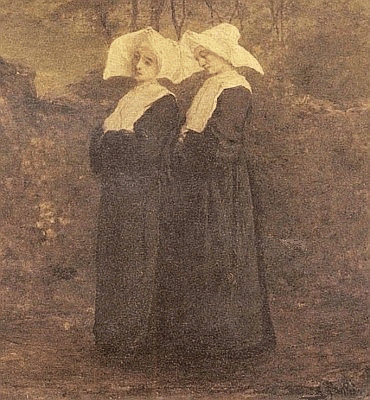
Hijas de la Caridad de San Vicente de Paúl en un lienzo del. Aunque si su forma de vida e incluso su apariencia, por el uso de hábito o signos identificativos, sea similar a la de los Institutos religiosos, los miembros las sociedades de vida apostólica no son religiosos.

Las sociedades de vida apostólica pueden ser femeninas o masculinas y de derecho pontificio o derecho diocesano. Las sociedades masculinas pueden ser clericales o laicales. Son clericales aquellas que según la distinción propia de la actividad apostólica de la sociedad, se necesita la ordenación sacerdotal de sus miembros. Son laicales en cambio, aquellas donde el ministerio sacerdotal no es un requisito en sus actividades apostólicas. Todas las sociedades femeninas son laicales, puesto que en la Iglesia católica no se contempla la ordenación sacerdotal de mujeres.
Son sociedades de derecho pontificio aquellas que han sido aprobadas legítimamente por la Santa Sede, de lo contrario serán llamadas de derecho diocesano, si han sido legítimamente aprobadas por el ordinario del lugar, sea este el obispo diocesano o algún otro cargo equiparado a este en la Iglesia católica.
En la Iglesia católica se pueden distinguir cinco tipos de sociedades de vida apostólica:
1. Sociedades que carecen de todo tipo de vínculo especial externo, llámese voto, promesa, consagración, etc., que pudiera asemejarlas a los Institutos de vida consagrada. El vínculo de estas es una especie de contrato que comprende a partir de la incorporación a la sociedad, que supone la aceptación de sus leyes y los fines específicos de la misma.
2. Sociedades con una concreta finalidad misionera entre los pueblos donde no existe el cristianismo o donde este es una minoría. Se asemejan a los Institutos de vida consagrada aunque si explícitamente no hacen votos religiosos.
3. Sociedades cuyos miembros se comprometen con un vínculo explícito, que puede ser una promesa de fidelidad, como en los Eudistas o de obediencia, como en las Cottolengas. Pero no es un vínculo dirigido a la práctica de los consejos evangélicos en cuanto tal, tanto como al ministerio apostólico de la sociedad. En vez de consagración religiosa se le podría llamar consagración apostólica.
4. Sociedades que profesan los consejos evangélicos mediante vínculos privados ordenados al ministerio apostólico de la propia sociedad. Asemejan a los religiosos pero no lo son, en cuanto a que estos, para ser considerados como tal, hacen votos públicos. Ejemplo de este tipo de sociedades son la Congregación de la Misión y las Hijas de la Caridad.
5. Finalmente, se encuentran aquellas sociedades que apenas se diferencian de los Institutos de vida consagrada, especialmente femeninos y de derecho diocesano. Su diferencia es más jurídica que teológica y pueden confundirse especialmente con los Institutos seculares.